# Худ Ривер (Орегон)
Худ Ривер (енгл. Hood River) град је у америчкој савезној држави Орегон.

## Демографија
По попису из 2010. године број становника је 7.167, што је 1.336 (22,9%) становника више него 2000. године.
| Група             | 2000.         | 2010.         |
| Белци             | 4.240 (72,7%) | 5.108 (71,3%) |
| Афроамериканци    | 35 (0,6%)     | 39 (0,5%)     |
| Азијати           | 67 (1,1%)     | 109 (1,5%)    |
| Хиспаноамериканци | 1.351 (23,2%) | 1.748 (24,4%) |
| Укупно            | 5.831         | 7.167         |